# Разрешающая сила объектива
Разреша́ющая си́ла объекти́ва — характеристики фотографического объектива, отображающие его свойства по передаче чёткого изображения.
Разрешающая способность объектива оценивается по количеству воспроизводимых штрихов на 1 мм изображения, которое тот способен спроецировать на фоточувствительный элемент (плёнку или матрицу цифровой камеры). При этом снимаемый объект находится в фокусе, а не в зоне резкого изображения для данного объектива. Измерения разрешающей способности проводят с помощью специальных мир.

## Неоднородности разрешающей силы
Разрешающая сила объективов неоднородна по полю изображения, обычно уменьшаясь к краям изображения. Это обусловлено наличием у объектива внеосевых аберраций (кома, астигматизм), которые не наблюдаются в центре поля.
Разрешающая сила у объективов одинаковой конструкции уменьшается с увеличением главного фокусного расстояния: у короткофокусных (широкоугольных) она выше, чем у длиннофокусных.
Для каждого объектива существует относительное отверстие (диафрагма), при котором его разрешающая сила максимальна. Это обусловлено тем, что сначала при диафрагмировании происходит улучшение изображения за счет уменьшения аберраций, а потом ухудшение за счёт дифракции.
Для определения оптимальной по разрешающей силе диафрагмы для конкретного объектива следует обратиться к результатам тестов. В целом, с ростом максимальной разрешающей способности её максимум смещается в сторону более открытой диафрагмы.
Фотографические объективы служат для получения изображения на фотоматериале или цифровой матрице, которые также обладают определённой разрешающей способностью. Поэтому для полного использования разрешающей силы объектива следует использовать его с соответствующими фотоматериалами или матрицами, разрешающая способность которых равна или выше разрешающей способности объектива, так как разрешающая способность системы объектив + светочувствительный элемент заведомо не выше разрешения каждого компонента.

## Методы определения

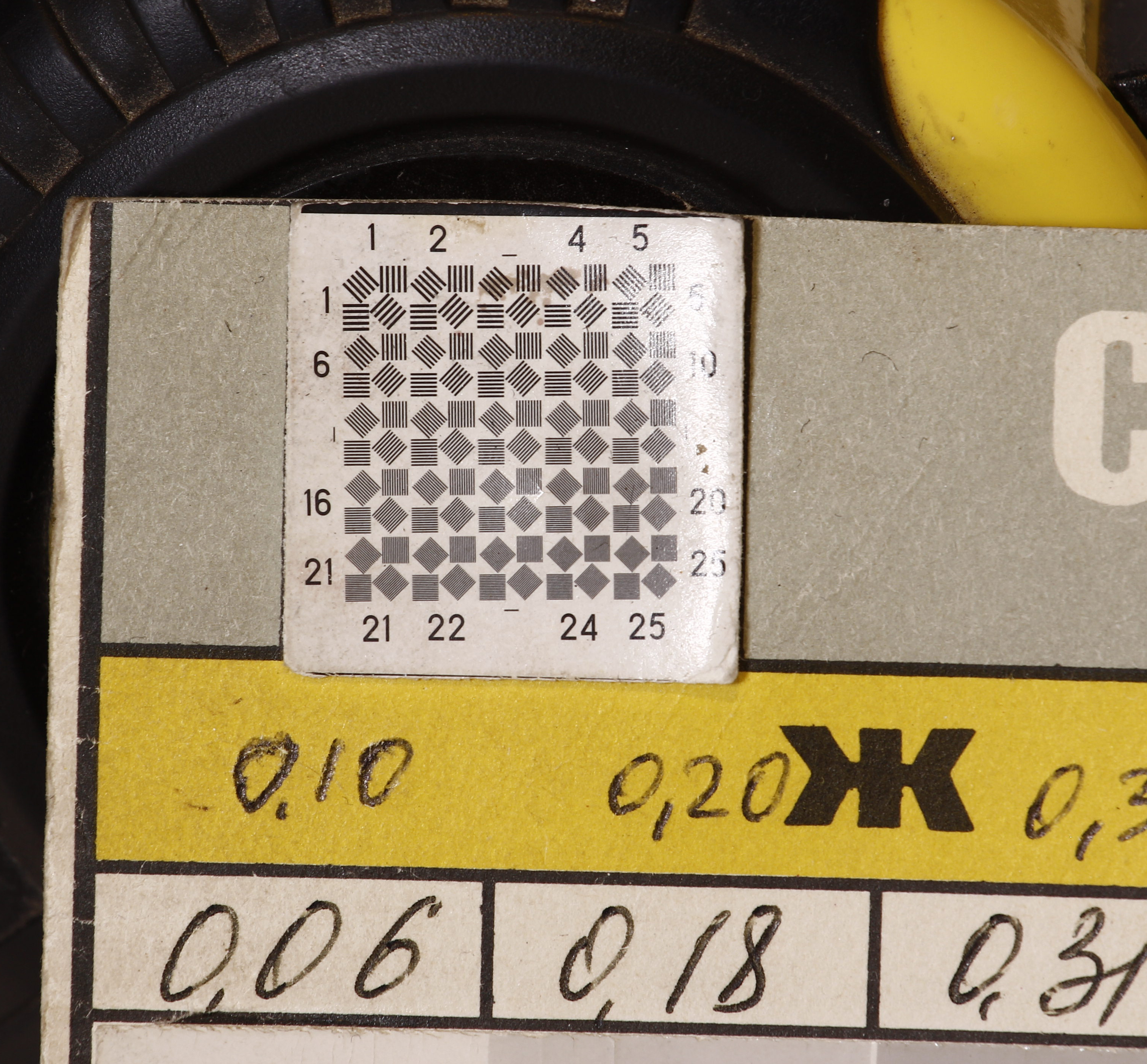
Мира на серой шкале "НШ-2"

Для определения разрешающей силы объектива используют различного вида ми́ры — испытательные таблицы с нанесёнными на них штрихами различной ширины и длины.
В СССР разрешающая сила объектива измерялась, в соответствии с ГОСТ 25502-82, в линиях на 1 мм, она всегда больше в центральной части изображения и меньше на его краях. Современные данные могут оперировать иным способом оценки числа линий, когда учитываются как чёрные, так и белые линии. Разрешение при этом численно удваивается, не меняясь по сути.
Разрешающая способность системы объектив + светочувствительный элемент приближенно определяется по формуле:
{\displaystyle {\frac {1}{R_{S}}}={\frac {1}{R_{O}}}+{\frac {1}{R_{E}}}},
где {\displaystyle R_{O}} – разрешающая сила объектива в линиях на 1 мм; {\displaystyle R_{E}} — разрешающая сила светочувствительного элемента в линиях на 1 мм. Данная формула непригодна для матричных фотоприемников в связи с их дискретным характером.